# Menteroja

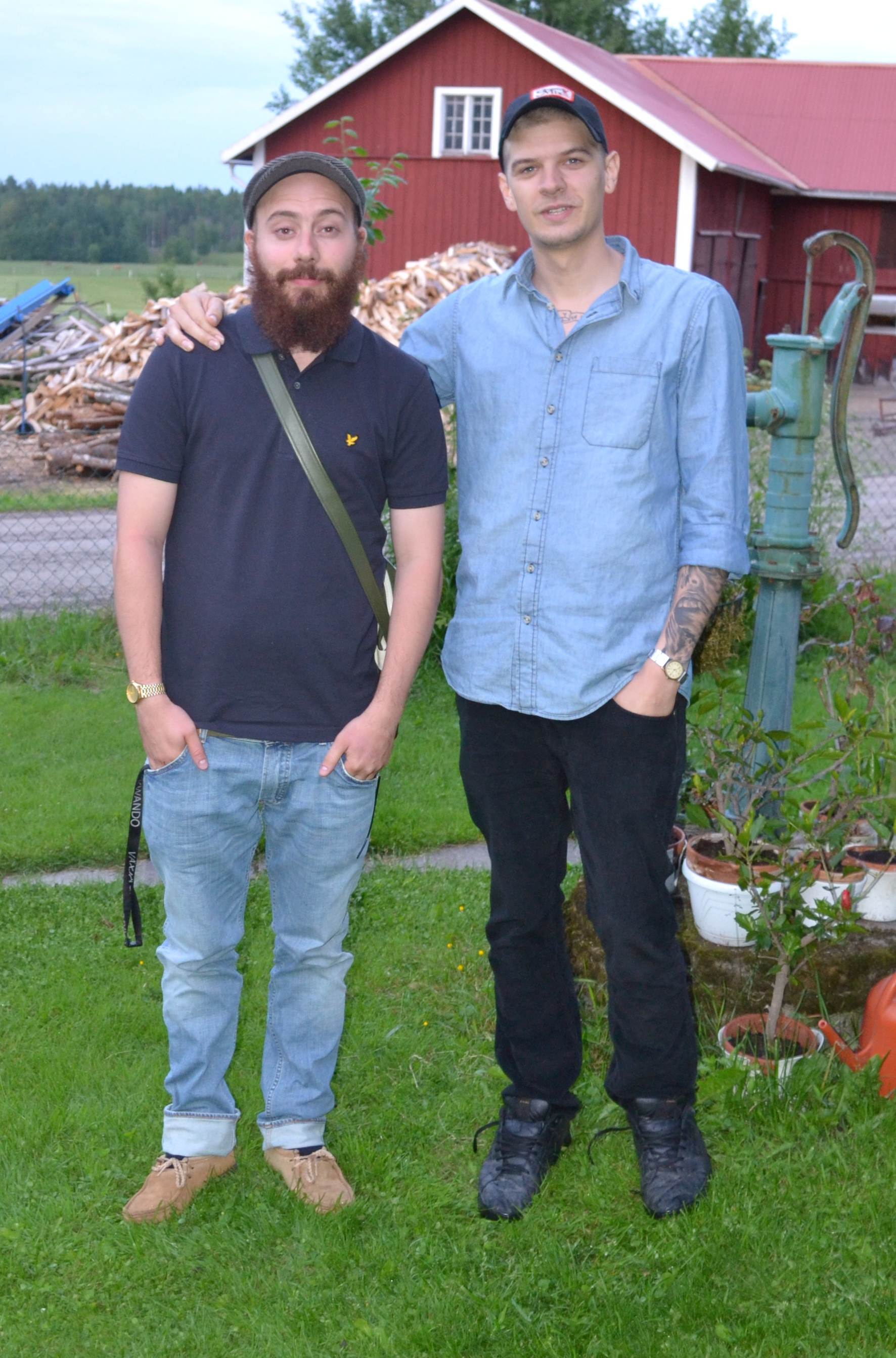
Menteroja (till vänster) tillsammans med trubaduren Erling Bronsberg på en gård utanför Fjugesta, Närke.

Menteroja, vars riktiga namn är Ernesto Abalo, är en socialistisk rapartist från Växjö, numer bosatt i Örebro. Med låtar som Classwar, Ho Chi Minh style, What Is To Be Done? och Gender Politics har Menteroja tydligt profilerat sig som en radikal socialistisk hiphopartist och har samarbetat med flera organisationer, bland annat Ship to Gaza och Revolutionär Kommunistisk Ungdom, som till exempel i samband med två samlingsskivor den senare organisationen släppt: "Framåt! - För Palestinas befrielse" och "Rebell 10 år".
Menterojas musik karaktäriseras också av kritik av kommersiella skivbolags makt över utgivningen och distributionen av hiphop. Förutom textuellt manifesteras detta ställningstagande också i att Menterojas skivsläpp alltid varit egenfinansierade och tryckta i en begränsad upplaga.
Under åren har Menteroja samarbetat med en rad svenska hiphopartister som bland annat DJ Kenny Gee, Robin Banks, Johnik, Meldeah, AKEM, Scoob Rock och Behrang Miri. Han har också deltagit i internationella samarbeten med till exempel spanjorerna Keyo, DJ Pera och DJ Elfér, samt den colombianska hiphopgruppen Superanfor.
Menteroja fick år 2006 Ingmar "Spingo" Nilssons kulturstipendium.
| ”             | I don't choose the bible / I stick with Lenin and Marx / i spit intelligent arts. | „ |
| – Strike Back |                                                                                   |   |

## Diskografi
- The Day (2002, cd-r, 70 ex).
- Rebellion Exercise/Indoor Metaphor (2002, 12” vinyl, 300 ex).
- Still Breathing/Ho Chi Minh style (2003, 7” vinyl, 400 ex).
- Escaping from the Artificial (2005, album, CD, 500 ex).
- Street Art and Street Science (2007, EP, 12” vinyl/cd-r, 500 ex).

Samlingsskivor (urval)
- Framåt! - För Palestinas befrielse (2002, CD, RKU)
- Rebell 10 år (2004, CD, RKU)
- För dom vi skickar tillbaks (2005, CD, Slaskrock)
- Ship to Gaza (2010, CD, Ship to Gaza Sweden)

Gästinhopp (urval)
- AKEM – Headphones (2006, Penpack Productions)
- Keyo – Adrenalina (2007, Working Underground)
- DJ Pera – Unless we take control (2007, DJ Pera)
- Superanfor – Una misma bandera (2011)